# Десять марок (золотая монета Великого княжества Финляндского)
Десять марок — монета из золота, чеканившийся на Гельсингфорсском монетном дворе во времена правления Александра II, Александра III и Николая II. Предназначалась для оборота в Великом княжестве Финляндском. На аверсе данной монеты изображён Герб Российской империи — двуглавый орёл, на реверсе — обозначение номинала: «10 MARKKAA».

## История
Территория Финляндии была присоединена к Российской империи 5 сентября 1809 года, в результате чего с 1864 года в обращение входят марки с изображением герба Российской империи — двуглавым орлом.

### Описание
Эта монета была выполнена из золота 900 пробы; её диаметр составляет 19,1 мм, а вес равен 3,23 г, чистого золота 2,91. Гурт является рубчатым.
На аверсе изображён герб Российской империи конца XIX века — двуглавый орёл с распростёртыми крыльями под тремя коронами, из верхней спускается развевающаяся Андреевская лента. На груди орла расположен щит с гербом Великого Княжества Финляндского, который окружён цепью ордена святого Андрея Первозванного. В правой лапе он сжимает скипетр, в левой держит державу. Под орлом указан знак директора монетного двора: «S» — August Frederik Soldan. Внизу расположена надпись полукругом: «FINLAND * SUOMI». На реверсе внутри верёвочного ободка изображено обозначение номинала: «10 MARKKAA». Под фигурной чертой указана дата «1878». Круговая надпись: «2,903 .. GRM. KULTAA. 0,322 .. GRM. KUPARIA *».
Данная монета 1882 и 1913 годов на реверсе под фигурной чертой имеет соответствующие даты: «1882» и «1913».
У 10 марок отсутствуют разновидности: 1878 года — «S» (Биткин #H614/R); 1879 года — «S» (Биткин #H615); 1881 года — «S» (Биткин #H616/R); 1882 года — «S» (Биткин #H229); 1904 года — «L» (Биткин #H392/R1); 1905 года — «L» (Биткин #H393/R2); 1913 года — «S» (Биткин #H394).
- Аверс 10 марок 1882 года (Биткин #H229)
- Реверс
- Аверс 10 марок 1913 года (Биткин #H394)
- Реверс